# Kumbhalgarh
Kumbhalgarh (také nazývaná Kumbhalmer nebo Kumbalgarh) je Mewarská pevnost v distriktu Rajsamand v indickém státu Rádžasthán.

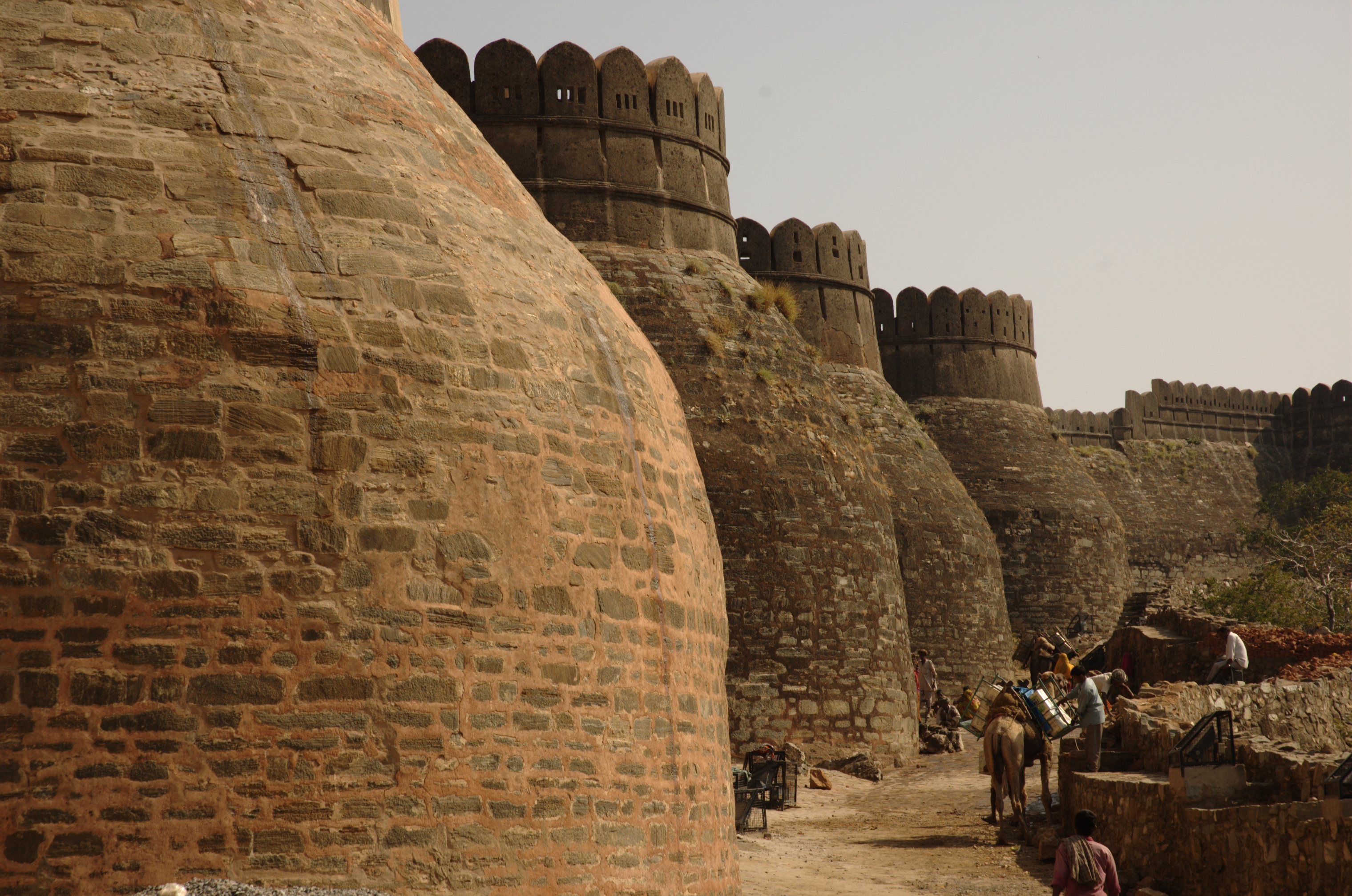
Pevnostní hradby

Byla postavena v průběhu 15. století za vlády maharádži Rana Kumbha, rozšířena v 18. století. Kumbhalgarh je mimo jiné rodištěm maharádži Pratapa, velkého krále a válečník království Mewar. Až do devatenáctého století byla pevnost osídlena, nyní je otevřena veřejnosti jako muzeum. Pevnost se nachází 82 km na severozápad od Udaipuru a je přístupná po silnici (autobusem z Udaipuru nebo autem). Vedle pevnosti Chittaurgarh bývá označována jako nejdůležitější pevnost království Mewar.

## Stavba
Pevnost je postavena na kopci 1100 metrů nad mořem, její hradby přesahují na délku 36 kilometrů, což z nich činí druhou nejdelší souvislou zeď na světě, hned po Velké čínské zdi. Kumbhalgarh má sedm opevněných bran, za jejichž branami uvnitř pevnosti je více než 360 chrámů (na 300 džainských, ostatní hinduistické). Z hlavního paláce je nádherný výhled na desítky kilometr Pohled z paláce top typicky rozšiřuje desítky kilometrů hor Aravalli. Údajně je za jasných dnů možné dohlédnout až na duny Thárské poušti.

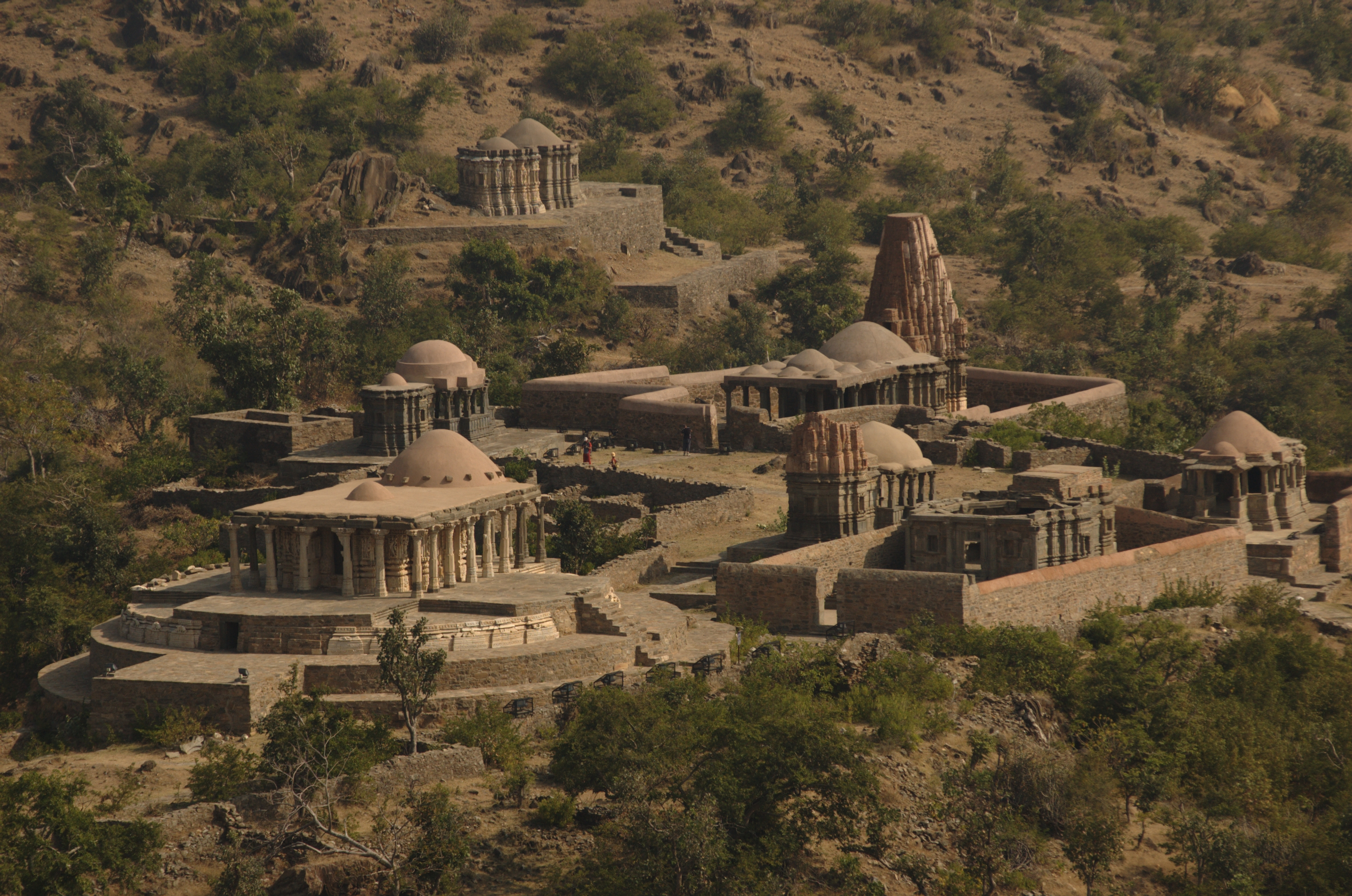
Chrámy uvnitř pevnostních hradeb

## Legendy
Podle legendy se maharádža Kumbha pokusil několikrát postavit pevnostní hradby, ale ty se vždy zřítily. V zoufalství tedy požádal o radu místního poustevníka. Ten navrhl, aby mu uťali hlavu a postavili chrám na místě, kam se hlava po useknutí dokutálí. Hradby a pevnost měly být postaveny tam, kam dopadne tělo. Jeho rady byly vyslyšeny a následně byla vybudována pevnost spolu s chrámem i hradbami, které přetrvaly dodnes.
Podle jiné místní legendy nutil maharádža Kumbha místní zemědělce pracovat i v noci a aby na práci na poli v údolí pod pevností dobře viděli, rozsvěcel na hradbách velké lampy, které se skládaly z 50 kg tuku a 100 kg bavlny.

## Historie

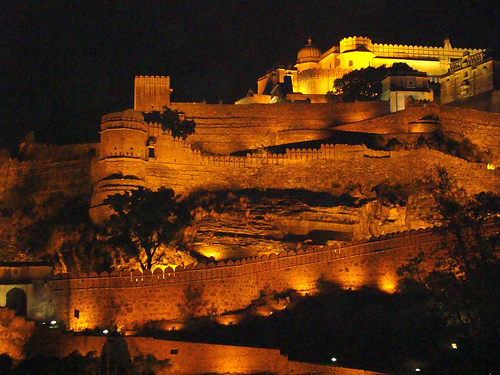
Chrámy uvnitř pevnostních hradeb

V místě, kde dnes stojí pevnost Kumbhalgarh, stávala kdysi jiná pevnost, které vládl princ Samprati (224-215 př. n. l.) a jeho dynastie.
Kumbhalgarh ve své současné podobě byl postaven podle pověsti pod osobním dozorem maharádži Rana Kumbha. Jeho království Mewar se táhlo od Ranthambore po Gwalior a zahrnovalo velkou část dnešního Madhjapradéše a Rádžasthánu. Z 84 pevností v jeho panství jich maharádža Rana Kumbha vyprojektoval 32 z nichž Kumbhalgarh je ta největší a nejkomplikovanější.
Pevnost Kumbhalgarh také oddělovala království Mewar a Marwar a byla často útočištěm vládců toho či onoho království. Za zmínku stojí případ Prince Udaje, který se ještě v dětském věku stal králem Mewaru a byl do pevnosti potají propašován roku 1535, kdy bylo jeho sídelní město Chittaur v obležení. Princ Udaj byl takto zachráněn, v dospělosti skutečně nastoupil na trůn a mimo jiné založil město Udajpur. Nicméně tehdy byla pevnost dobyta (pouze jedinkrát ve své historii) a na krátkou dobu obsazena spojenými vojsky tří okolních vládců. Tehdejší pád pevnosti je přičítán nedostatku pitné vody, kterým její obránci trpěli.